# Сподня Нова Вас
Сподня Нова Вас (словен. Spodnja Nova vas) — поселення в общині Словенська Бистриця, Подравський регіон‎, Словенія.